# Her Martyrdom
Her Martyrdom è un cortometraggio muto del 1915 diretto da Arthur V. Johnson e prodotto dalla Lubin.

## Produzione
Il film fu prodotto dalla Lubin Manufacturing Company.

## Distribuzione
Distribuito dalla General Film Company, il film - un cortometraggio in tre bobine - uscì nelle sale degli Stati Uniti il 18 febbraio 1915.